# Bánh kếp

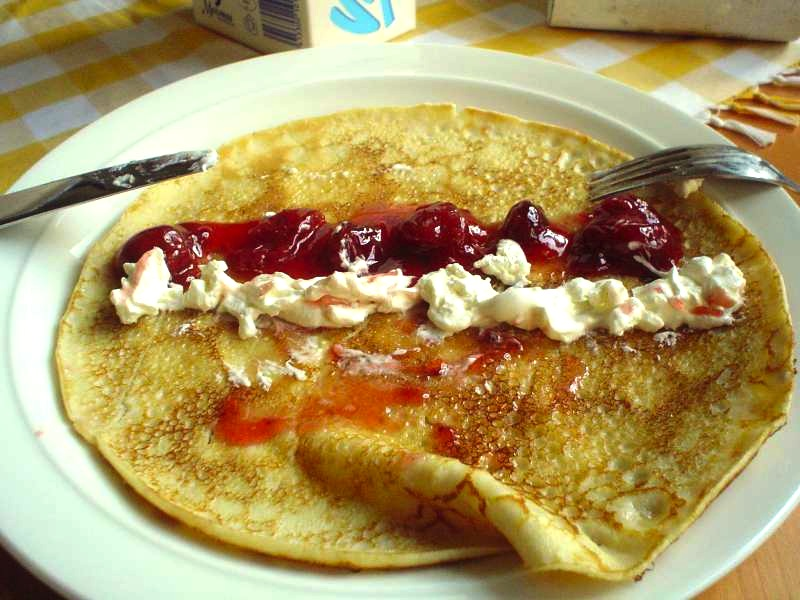
Bánh crêpe ngọt với kem lạnh, dâu tây và nước sốt

Bánh kếp hay bánh crêpe (tiếng Anh phát âm: /ˈkreɪp/ⓘ, tiếng Pháp phát âm: /kʁɛp/ⓘ, tiếng Pháp Québec phát âm: [kʁaɛ̯p]ⓘ) là một loại bánh rất mỏng, dẹt, thường được làm từ bột mì, trứng, sữa và bơ. Bánh kếp có nguồn gốc từ vùng Bretagne ở tây bắc Pháp, sau lan rộng ra toàn nước Pháp, trở thành món ăn truyền thống và phổ biến ở Pháp, Bỉ, Thụy Sĩ, Canada và Brazil. Nó thường được phục vụ cùng một số thức uống như cà phê, trà, sữa và phổ biến nhất là rượu táo. Từ "crêpe" có nguồn gốc từ Pháp, xuất phát từ "crispa" trong tiếng Latinh, có nghĩa là làm xoăn.

## Nguyên liệu
Bột mì hoặc bột lúa mạch, trứng, bơ, sữa, dâu, xoài, sô-cô-la, chuối, kem, và nhiều loại trái cây khác để làm nhân bánh.

## Thưởng thức
Để bánh ra dĩa, dùng nĩa để thưởng thức. Hoặc có thể cuộn tròn theo hình ốc quế, dùng muỗng vừa ăn vừa cắn như kem.

## Crepe

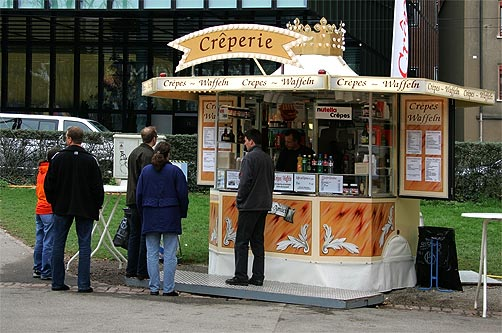
Crêperie nhỏ

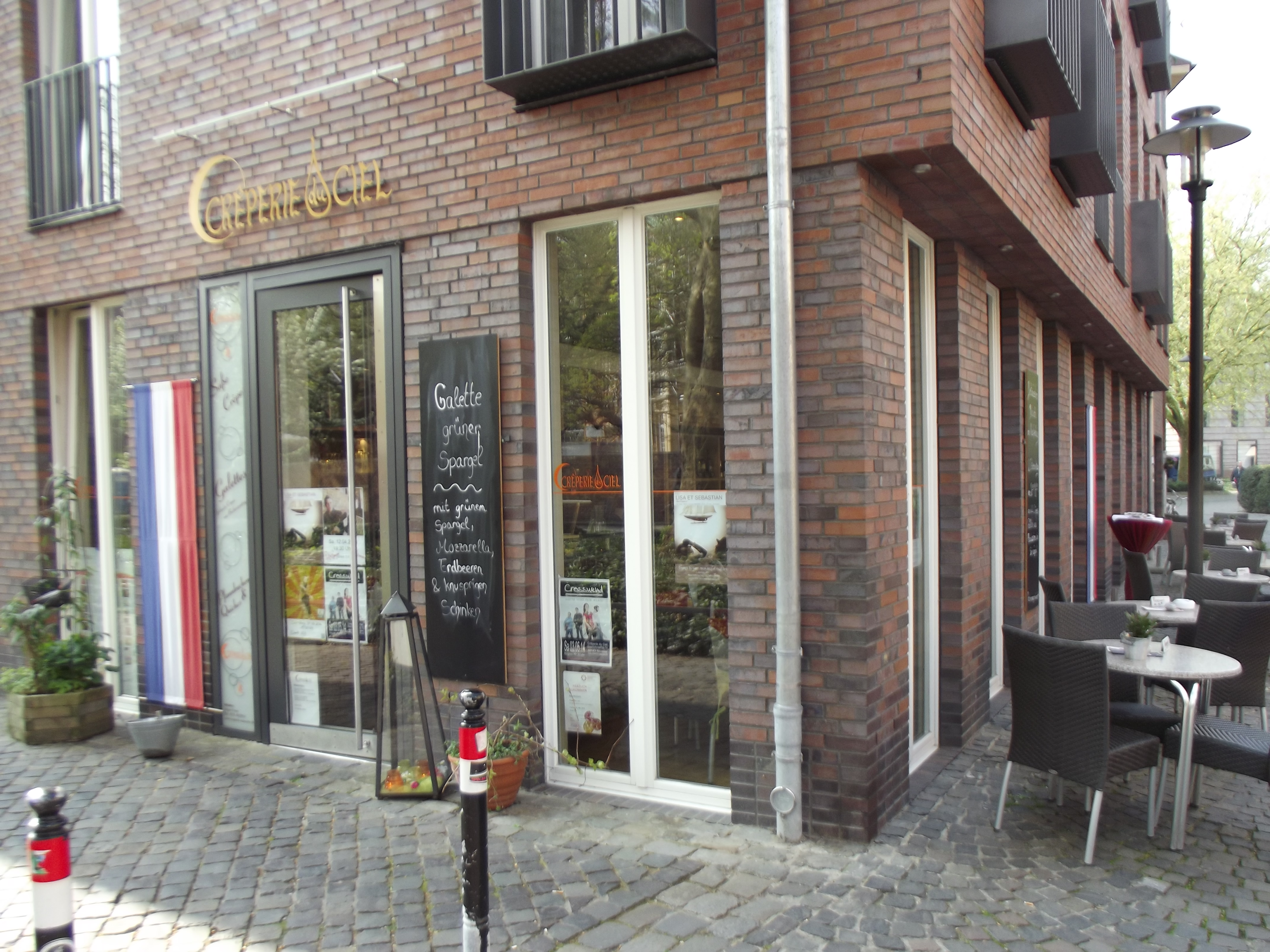
Crêperie ở Đức

Crepe có thể là một cửa hàng mua mang đi hoặc một quầy hàng, phục vụ bánh kếp dưới dạng một món ăn nhanh hoặc thức ăn đường phố, hoặc có thể là một nhà hàng ăn trang trọng hơn hoặc một quán cà phê.
Crêperie là điển hình của vùng Brittany ở Pháp; tuy nhiên, crêperie có thể được tìm thấy ở khắp nước Pháp và trong nhiều nước khác.
Vì có thể được phục vụ làm cả món chính và món tráng miệng, bánh có các loại khá đa dạng và đo kèm các loại đồ nướng khác như bánh mì Pháp. Chúng cũng có thể phục vụ cùng cà phê, trà, sữa bơ và cider (một thức uống phổ biến dùng cùng với bánh kếp).

## Trong văn hóa
Bánh kếp được sinh ra sau một tai nạn, nó được tạo ra bởi một người bồi bàn mười bốn tuổi tên là Henri Carpentier năm 1895 tại một Maitre ở Monte Carlo’s Cafde Paris. Cậu từng chế biến món tráng miệng cho Hoàng tử Wales và mô tả sự hình thành của món tráng miệng này trong một cuốn sách được xuất bản về ông ấy. Ông ấy nói rằng tai nạn là bánh đã bị cháy và Carpentier nếm nó và nghĩ nó đủ ngon để mang ra phục vụ, vì không đủ thời gian để tạo ra món mới. Nó được phục vụ cho hoàng tử, và người đã thích nó đến mức ngày hôm sau ông gửi cho người làm ra chiếc bánh này một chiếc mũ panama, một cây mía và một chiếc nhẫn đá quý.
Ở Pháp, bánh kếp theo truyền thống được phục vụ vào Candlemas (La Chandeleur), ngày 2 tháng 2. Đây là ngày "Le Jour des Crêpes" ở Pháp (Dịch là "ngày của bánh kếp", nhưng đôi khi được gọi là "ngày Avec Crêpe", "ngày bánh kết quốc gia", hoặc "ngày của bánh kết"), đề cập đến truyền thống ăn bánh kếp. Họ tin rằng nếu bạn bắt được bánh kết với một chiễc chảo rán sau khi tung nó lên không với tay phải của bạn và bạn cầm một đồng xu bằng vàng ở tay trái, bạn sẽ trở nên giàu vào năm đó.